# Гробан, Джош
Джо́шуа Уи́нслоу Гро́бан (англ. Joshua Winslow Groban; род. 27 февраля 1981 года, Лос-Анджелес) — американский певец, музыкант, актёр театра и кино, один из самых востребованных артистов США, филантроп и активист образования в области искусства. Номинант двух премий «Грэмми», обладатель одной премии «Эмми», «National Arts Awards 2012» и многих других. Номинант звания «Человек года» по версии журнала Time.
Гробана относят к таким жанрам, как поп и классический кроссовер. Сам же он описывает себя как поп-певца с влиянием классики. Пять выпущенных сольных альбомов Гробана получили платиновый статус и разошлись по всему миру в количестве более чем 25 000 000 экземпляров. Шестой альбом, релиз которого состоялся 5 февраля 2013, стал третьим по счёту альбомом артиста, попавшим на первую строчку Billboard 200,  всего за неделю проданный в количестве 145 000 экземпляров.
Гробан включен в топ самых продаваемых артистов 2000-х журнала Billboard.  Помимо своих сольных альбомов, он известен участием в записи CD/DVD «Chess in Concert» (мюзикл «Шахматы»), «Smile» и саундтреками к фильмам «Искусственный разум» (дуэт с Ларой Фабиан «For always»), «Полярный экспресс» («Believe»), «Троя» («Remember»). Не раз пел с другими известными исполнителями.
Сооснователь одного из самых влиятельных фондов США под названием «Find Your Light Foundation», цель которого — помочь улучшению жизни молодых людей с помощью искусства, образования и культурной осведомлённости. Джош не только прекрасный певец, но и талантливый инструменталист и композитор. Он играет на фортепиано и ударных, стал соавтором трёх песен для альбома «Closer» и пяти песен для альбома «Awake», и почти всех песен на «Illuminations» и «All That Echoes». Будучи актёром, Гробан активно участвует в деятельности кино- и ТВ-индустрии, а также появляется в театральных постановках. Среди последних работ можно отметить его появление в двух эпизодах популярного сериала «Хор/Лузеры» (The Glee, 2009 — по настоящее время), участие в роли Анатолия Сергиевского в мюзикле «Шахматы» (2009), съёмки в фильмах «Эта дурацкая любовь» (2011) (роль Ричарда) и «Coffee Town» (2012). Гробан является одним из самых желанных и частых гостей американских ток-шоу. В 2009 году вышла серия сериала «Симпсонов» — «Лиза, королева Драмы», в которой Лиза вместе с подругами множество раз слушали песни Джоша. В 2018 году Джош снялся в сериале "The Good Cop" канал Netflix.

## Биография

### Ранние годы
Джош родился 27 февраля 1981 года в Лос-Анджелесе (штат Калифорния). Его отец по происхождению украинско-польский еврей из Бердичева (ныне Житомирская область, Украина), а у матери норвежские корни. Ровно через четыре года после рождения Джоша, 27 февраля 1985 года в семье родился брат Джоша — Кристофер.
Сначала он учился в обычной школе, однако потом перевелся в «Bridges Academy», которая позволила совмещать учёбу и занятия в театральных классах. Гробан также посещал Лагерь искусств Интерлохена (Interlochen Arts Camp) в Мичигане по специальности «музыкальный театр» в 1997 и 1998 и брал частные уроки по вокалу. В 1998 году его преподаватель по вокалу Сэт Риггс дал продюсеру Дэвиду Фостеру кассету с записью Джоша, на которой он исполнял арию из Призрака Оперы «All I Ask of You». Запись очень понравилась Фостеру и в январе 1999 года Джош исполнил эту арию на концерте в честь инаугурации губернатора Калифорнии Грея Дэвиса, который устраивал Фостер. А в феврале Джош заменил Андреа Бочелли на репетиции церемонии Грэмми, где он пел «The Prayer» с Селин Дион.
В 1999 году Гробан закончил Окружную высшую школу искусств Лос-Анджелеса (Los Angeles County High School Arts) по специальности «театр», после чего стал посещать Университет Карнеги — Меллон в Питтсбурге, где изучал драму.

### Josh Groban (2000—2003)
Гробан оставил Карнеги—Меллон, проучившись там всего лишь год, когда ему предложили контракт с Warner Bros. Records через рекорд-лейбл Фостера 143 Records. Под влиянием Фостера первый альбом Гробана стал более классическим. «Мне нравится его умение петь на поп- и рок-сценах, — рассказывает Дэвид. — Но его чувство классики мне нравится больше». Первыми для альбома были записаны «Alla Luce Del Sole» и «Gira Con Me». В него также вошла песня «To Where You Are», музыку к которой написал Ричард Маркс, а слова Линда Томпсон. Альбом ещё не был закончен, когда Гробан получил предложение от певицы Сары Брайтман, работающей на стыке жанров классической и современной музыки, принять участие в её турне «La Luna», длившееся с сентября 2000 по май 2001. Во время шоу он исполнял вместе с Сарой композицию «There for Me».
В 2001 году выходит фильм «Искусственный разум», саундтреком к которому становится дуэт Джоша и Лары Фабиан «For Always». Джош участвует в благотворительных мероприятиях, в частности «The Family Celebration», которое проводили Билл Клинтон с Хиллари Родэн Клинтон и Дэвид Е. Келли с Мишель Пфайффер. Дэвид был настолько впечатлен исполнением Гробана на этом событии, что создал для певца роль Малкольма Уайэтта в сериале «Элли Макбил», в котором Джош спел «You’re Still You». То, как Гробан исполнял песню, настолько отличалось от его персонажа, что зрители решили, что Гробан был лишь актёром, а песня была записана кем-то другим. Персонаж Малкольм Уайэтт был настолько популярен, что Гробана попросили вернуться в следующий сезон и исполнить песню «To Where You Are».
20 ноября 2001 года выходит дебютный альбом певца «Josh Groban». Помимо «To Where You Are» и «You’re Still You» в него вошли произведения Эннио Морриконе (Cinema Paradiso), Баха (Jesu, Joy of Man’s Desiring), а также «Let Me Fall» из «Cirque du soleil». В альбом вошла и композиция «The Prayer», записанная вместе с Шарлоттой Чёрч, которую Гробан и Чёрч исполнили на церемонии закрытия Зимних Олимпийских игр 24 февраля 2002 года. «The Prayer» — не единственная песня, «позаимствованная» Гробаном у Селин Дион. В альбом вошла «Aléjate», которая является кавер-версией «Just Walk Away».
В 2002 году диск стал золотым и дважды платиновым. А в ноябре вышел концертный вариант диска и DVD «Josh Groban In Concert».
В декабре Гробан выступает на Нобелевской премии в Осло, на которой исполняет «To Where You Are», «The Prayer» вместе с Сиссель Хюрхьебё и «Imagine» вместе со всеми участниками концерта. Джош участвует и в Рождественском концерте в Ватикане, и в концерте, посвященному «World Children’s Day» (2003), который организовывал Дэвид Фостер. На нём Гробан и Селин Дион исполняет «The Prayer».
В том же году Гробан исполняет роль Анатолия (русского) в мюзикле Шахматы на Благотворительном концерте в поддержку фонда актёров.

### Closer (2003—2006)
Второй альбом «Сloser», который, по мнению Гробана, становится лучшим его отражением по сравнению с первым альбомом, выходит 11 ноября 2003 года. Альбом пять раз становился платиновым! В альбоме помимо его песен, присутствуют две композиции, записанные вместе с Eric Mouquet из французского дуэта «Deep Forest». Гробан продолжает исполнять известные произведения — «Caruso» и «Hymne l’amour». В специальное издание входит и кавер-версия «My December» группы Linkin Park, а кавер-версия композиции «You Raise Me Up» норвежско-ирландского дуэта Secret Garden стала очень популярной среди Adult contemporary чартов и была номинирована на Грэмми 2005 (Best Male Pop Vocal Performance). Сам альбом через два месяца после выхода добрался до первого места в чарте Billboard 200. Тур «Closer» прошёл в Америке, Европе и ЮАР.
В 2004 году вышло ещё два саундтрека, исполненных Гробаном: «Remember» для фильма «Троя», записанная вместе с македонской певицей Таней Царовской, и «Believe» для рождественского мультфильма «Полярный экспресс». Композиция «Believe» была номинирована на Оскар, но не получила награды.
Летом 2004 Джош возвращается в Интерлохен, где дает представление местным жителям и проживающим в лагере и делится опытом молодого исполнителя.
30 ноября выходит его второй концертный DVD «Live At The Greek». На концерте Джош помимо своих произведений исполняет также композицию «Америка» Пола Саймона, чьим большим поклонником Джош является.
В 2005 году Гробан вместе с Андреа Бочелли и другими известными певцами участвует в записи «Tears in Heaven» для сбора средств в поддержку пострадавших от урагана Катрина и цунами в Южной Азии.

### Awake (2006—2007)
Третий альбом выходит 7 ноября 2006 года. На нём Гробан продолжает сотрудничать с Eric Mouquet (Machine, Awake), и приглашает многих других исполнителей: с южноафриканской группой «Ladysmith Black Mambazo» записывает песни «Lullaby» и «Weeping», с американским джазовым пианистом Херби Хэнкоком «Machine», а английская певица Имоджен Хип написала для альбома композицию «Now or Never». Многие песни написал сам Джош, исключения составляют «Un giorno per noi» («A Time for Us» из кинофильма «Ромео и Джульетта» Франко Дзеффирелли)и «Smile» (музыка Чарли Чаплина), вошедшая только в интернет-издание альбома. «Un giorno per noi» впоследствии была использована швейцарским фигуристом Стефаном Ламбъелем на показательных выступлениях. Альбом дважды стал платиновым.
В декабре Гробан выступает на концерте ежегодной церемонии Kennedy Center Honors, посвященной лорду Эндрю Ллойду Уэбберу. На ней певец исполняет «The Music of the Night» из мюзикла «Призрак Оперы». В феврале 2007 певец отправляется в тур «Awake» с которым он посещает Америку, Европу, Австралию и Африку. В то же время Гробан принимает участие в записи альбома африканской певицы Анжелик Киджо (Angelique Kidjo) «Djin Djin»: вместе они исполняют композицию «Pearls», в которой гитарную партию сыграл Сантана. А 1 июля на концерте в честь Дианы в дуэте с Сарой Брайтман Гробан исполняет «All I Ask of You» из «Призрака Оперы».

### Nоёl, A Collection (2007—2010)
9 октября выходит рождественский альбом Гробана — «Nоёl», в котором собраны песни со всего мира — из Англии («What Child Is This»), Франции («Angels We Have Heard on High»), Германии («Silent Night»), Италии («Panis Angelicus») и США («Little Drummer Boy»). Альбом достигает первого места в чарте Billboard 200, став таким образом первым рождественским альбомом, который пробыл четыре недели подряд на первом месте в чарте за последние 50 лет. «Диск был записан как приятный подарок фанатам, и тот факт, что он стал номером один CD года, взорвал мой мозг» — рассказывает Джош в интервью для imedia. Альбом стал рекордсменом, пробыв в чарте Billboard 200 на первом месте четыре недели подряд. Но, по итогам продаж в 2008 году альбом занял в США второе место (см. годовой чарт Billboard 200).
В начале 2008 года Гробан опять исполняет дуэтом с Селин Дион «The Prayer» для специального выпуска на американском канале CBS и канадском CTV, а в чуть позже Джош исполняет эту же композицию в дуэте с Бочелли на церемонии Грэмми.
В марте продолжается тур «Awake»: Джош отправляется в ЮАР: «ЮАР очень дорога мне и я никогда не забуду её дух и страсть, — пишет Джош на официальном сайте, — которую она мне показала в мой последний визит».
После окончания турне Гробан выступает на различных мероприятиях: 23-27 апреля Джош участвует в программе его кумира Пола Саймона American Tunes, 12 и 13 мая Джош опять исполняет роль Анатолия в мюзикле «Шахматы» в Альберт-холле в Лондоне. Затем принимает участие в концерте Девида Фостера Hit Man: David Foster And Friends. 27 июля Гробан поет на концерте в честь дня рождения Нельсона Манделы. Попутно певец выпускает концертный СD-DVD «Awake Live!», который выходит 6 мая, и начинает работу над новым альбомом, продюсером которого становится Рик Рубин.
21 сентября Гробан выступает на церемонии Эмми, где исполняет отрывки из саундтреков телевизионных сериалов и шоу.
В ноябре Гробан выпускает свой первый сборник лучших песен — двухдисковое издание «A Collection» (на первом диске сам сборник, а на втором шесть рождественских песен), в том же месяце выходит альбом Пласидо Доминго «Amore Infninto», в который входит дуэт Доминго с Гробаном «La tua semplicita». Чуть позже (9 декабря) выходит альбом Шарля Азнавура «Duos», где Джош вместе с Шарлем исполняют «La boheme».
18 января 2009 года Джош на концерте в честь инаугурации Барака Обамы вместе с Хизер Хедли «My Country This of Thee», а 31 марта принимает участие в Arts Advocacy Day в Вашингтоне, цель которого — подчеркнуть важность развития государственной политики и финансирования искусства и гуманитарных наук, а также образования по этому направлению. На мероприятии Джош выступал перед комитетом Нижней палаты конгресса США.
2 июня выходит концертный DVD «An Evening in New York City» (Soundstage Special). В записи концерта приняли участие джазовый пианист Херби Хэнкок и трубач Крис Ботти. Сам же Джош появился на DVD Крисса Ботти и Индины Мензел, с которой он вместе выступал в мюзикле Шахматы. Сам DVD с мюзиклом «Chess in Concert» вышел 17 июня.
15 сентября выходит испаноязычный альбом поп-певицы Нелли Фуртадо, в который входит дуэт с Гробаном «Silencio». Также в сентябре Джош появляется в роли самого себя в третьем эпизоде нового комедийного музыкального сериала "Glee" на телеканале FOX, а позднее и в финале первого сезона.
В январе 2010 Джош в числе 80 величайших звезд музыки принял участие в записи песни "We Are The World" в поддержку жертв землетрясения на Гаити. Премьера видео состоялась 12 февраля.

### Illuminations (2010—2012)
15 ноября 2010 года вышел новый альбом "Illuminations". Джош с этим новым альбомом отправляется в турне по Канаде, которое закончилось в концу 2011 года. Альбом был одним из самых раскупаемых в США. Позже в него были включены два бонусных трека, это - They Won't Go When I Go и Le Cose Che Sei Per Me. Альбом сразу занял 4 место в хит-параде "Billboard 200". Так как было продано более 190 тысяч экземпляров за первую неделю. В Канаде  было продано чуть больше 80 тысяч экземпляров "Illuminations". Альбом занял 4 место в хит-параде "Canadian Albums Chart". После всего этого, альбом стал платиновым по данным от RIAA.
В этом же году в свет выходит телевизионное шоу, с участием Джоша - Groban's Garden. В нём он показывает как готовить разнообразные блюда, и делится интересными знаниями в кулинарии.  В том же 2010 году стартует интернет шоу, тоже с его участием, это - Table Talk. В нём участвют "два Гробана" и они обсуждают жизнь и творчество певца.
28 июня 2012 года Джош Гробан провёл благотворительный концерт для сбора средств для Los Angeles County High School for the Arts (LACHSA) (Школа юных талантов страны) в концертном зале Уолта Диснея. Помимо благотворительного концерта, там же прошёл специальный спектакль под названием - "An Evening with Josh Groban" (Вечер с Джошем Гробаном). Вот что говорит сам Джош о этом выступлении - "Я взволнован, я имею возможность провести это специальное мероприятие в концертном зале Уолта Диснея в пользу LACHSA и моего фонда помощи нуждающимся. LACHSA занимает особое место в моем сердце, ведь именно эта школа была моей стартовой точкой для воспитания моего ремесла и она дала мне почувствовать себя как дома. Отчасти благодаря этому опыту в LACHSA, я стал сооснователем фонда "Your Light Foundation". Я благодарю эту школу, ведь она дала мне образование в области искусств и помогла мне понять как важно помогать людям."
"Find Your Light Foundation" - один из самых влиятельных фондов в США. Его цель – улучшение жизни молодых людей с помощью искусства, образования и культурной осведомленности.  Он охватывает широкий спектр возможностей, начиная от предоставления инструментов и финансирования для обучающих программ в области искусства в школах и до ознакомления людей с искусством и окружающей культурой с использованием современных технологий.  «Совокупность моего личного опыта и убеждения, что искусство помогает формировать и изменять жизни детей и подростков к лучшему, а также удручающая реальность того, что именно эти программы масштабно вырезаются из школ и общества в целом, как никогда настраивают меня на мысли о необходимости фокусирования на этой области. Я видел, как такие возможности меняют жизни людей», - поясняет Гробан.
15 октября Джош был представителем премии для молодых художников на национальной художественной церемонии награждения. Презентация будет проходить в Нью-Йорке. В конце месяца, на официальном сайте исполнителя появилась информация, что Джош Гробан начинает создавать новый музыкальный альбом, релиз которого был намечен на 2013 год.

### All That Echoes (2013 — 2014)
5 февраля Гробан выпустил шестой сольный альбом "All That Echoes", продюсером которого выступил Роб Кавалло (Rob Cavallo), известный по работе с рок-группами Green Day и My Chemical Romance. Джош стал соавтором семи из двенадцати песен новой пластинки. Через неделю после официального релиза альбом попал на первую строчку топа самых продаваемых лонгплеев «Billboard 200»: за семь дней было реализовано 145 000 копий.
2 февраля артист анонсировал мировой тур в поддержку нового альбома. Гастроли Джоша Гробана начнутся в Австралии и Новой Зеландии. В середине мая Джош Гробан впервые даст концерт в столице России.

### Stages, работа в театре и Bridges (2015 — н/вр)
В 2015 году Джош выпустил свой седьмой альбом Stages, состоящий из песен на бродвейские мюзиклы. Альбом хорошо продавался и был номинирован на премию Грэмми, но от критиков получил прохладный приём.
С 18 октября 2016 года Джош играет Пьера Безухова в бродвейском мюзикле Наташа, Пьер и Большая комета 1812 года.
В сентябре 2018 года вышел восьмой альбом Bridges, вновь состоявший из оригинальной музыки. По рассказам Джоша, он намеренно сделал этот альбом более ярким, чтобы разнообразить своё творчество.

## Языки
Джош исполняет песни на английском (To Where You Are), итальянском (Per te; Canto alla vita; L’Ora Dell Addio), испанском (Alejate; Un dia llegara), португальском (Voce Existe em Mim) французском (Hymne a l’amour; Au Jardin Des Sans-Pourquoi), латыни (Panis Angelicus). C недавнего времени и на японском (Konosaki No Michi).

## Голос
«Плавный и гибкий голос Гробана сложно охарактеризовать, — пишет Майк МакГонигал в обзоре альбома „Noel“ — его диапазон где-то между высоким баритоном и низким тенором».
Сам певец считает себя высоким баритоном .

## Личная жизнь
С 2003 по 2006 год Джош встречался с актрисой Дженьюари Джонс . С октября 2014 по июль 2016 встречался с актрисой Кэт Деннингс .

## Сотрудничество c другими музыкантами
- Joshua Bell «Mi Mancherai» (альбом «Closer»)
- David Foster продюсировал альбомы «Josh Groban», «Closer», «Noёl»
- Herbie Hancock «Machine» (альбом «Awake»)
- Имоджен Хип участвовала в записи «Now or Never» (альбом «Awake»)
- Lili haydn «Jesu, Joy of Man’s Desiring» (альбом «Josh Groban»)
- Ladysmith Black Mambazo «Lullaby», «Weeping» (альбома «Awake»)
- Vusi Mahlasela «Weeping» (альбом «Awake»)
- Richard Marx «To Where You Are» (альбом «Josh Groban»)
- Eric Mouquet Эрик из проекта «Deep Forest» участвовал в записи «Remember When It Rained», «Never Let Go» с альбома «Closer» и «Machine», «Awake» с альбома «Awake».
- Rick Rubin — продюсер пятого альбома
- Mike Shinoda — «My December» (альбом «Closer» (Internet Edition))
- Chris Botti — «Old Devil Moon» (альбом «Stages»)

### Дуэты
- Шарль Азнавур «La Boheme»
- Бейонсе «Believe» (Церемония вручения «Оскар»)
- Андреа Бочелли «The Prayer» (50-я церемония «Грэмми»)
- Сара Брайтман «There For Me» (тур Сары «La Luna»), «All I Ask of You» (Концерт в честь Дианы 2007)
- Charlotte Church «The Prayer» (альбом «Josh Groban»)
- Andrea Corrs «Canto alla vita» (альбом «Josh Groban»)
- Селин Дион «The Prayer»
- Placido Domingo «La Tua Semplicità» (альбом Доминго «Amore Infinito»)
- Джошуа Белл «Cinema Paradiso» (альбом Белла «At Home With Friends»)
- Лара Фабиан «For Always» (саундтрек к фильму «Искусственный разум»)
- Нелли Фуртадо «Silencio» (альбом Фуртадо Mi plan)
- Chris Botti «Broken Vow» (альбом Ботти «Chris Botti In Boston»)
- Faith Hill «The First Nоёl» (альбом «Nоёl»)
- Angélique Kidjo «Pearls» (альбом Анжелик «Djin Djin»)
- Brian McKnight «Angels We Have Heard On High» (альбом «Noel»), «Bridge over troubles water» (Hit Man — David Foster & Friends)
- Sarah McLachlan «In The Arms Of The Angel»
- Сиссель Хюрхьебё «The Prayer» (Церемония вручения Нобелевской премии 2002)
- Sting «Shape of My Heart»
- Angie Stone «The Prayer» (DVD «Josh Groban in Concert»)
- Барбра Стрейзанд «All I Know of Love»

## Дискография

### Альбомы
| - Josh Groban — 2001 - Closer — 2003 - Noël — 2007 (рождественский альбом) - Awake — 2006 - Illuminations — 2010 - Illuminations — 2011 (Japanese Edition) - Японское издание альбома с Риком Рубином. Включает два бонустрека - кавер Стиви Уандера They Won't Go When I Go и кавер Secret Garden Le cose che sei per me. - All That Echoes — 2013 - Stages — 2015 - Bridges — 2018 - Harmony — 2020 | - Josh Groban In Concert — 2002 - Live at the Greek — 2004 - Awake Live — 2008 - An Evening In New York Сity — 2009 - Illuminations — 2011 | - With You — 2007 Сборник Ко Дню святого Валентина - A Collection — 2008 Сборник лучших песен |

### Синглы
- You Raise Me Up - 2003
- Remember - 2004
- You Are Loved (Don’t Give Up) - 2006
- I'll Be Home For Christmas - 2006
- Awake - 2006
- Solo Por Ti - 2006
- February Song - 2007
- Noche de Paz - 2007
- Awake (живая версия) - 2008
- Hidden away - 2010
- Voce Existe Em Mim - 2010
- Higher Window - 2010
- L'Ora Dell'Addio - 2010
- Smile - 2011
- Konosaki No Michi - 2012
- Brave - 2013

### DVD
- Josh Groban In Concert (2002)
- Live at the Greek (2004)
- Awake Live (2008)
- An Evening in New York City (2009)

### Концертные туры
- Closer Tour (2004–2005)
- Awake Tour (2007)
- Before We Begin (2010)
- Straight to You Tour (2011)

### Мюзиклы
- Chess in Concert (2009)

### Саундтреки
- A.I. — Artificial Intelligence Original Motion Picture Score — 2001 — Дуэт «For Always» (с Lara Fabian)
- Troy Саундтрек — 2004 — «Remember» с Tanja Tzarovska
- The Polar Express Саундтрек — 2004 — «Believe»

### Композитор
- Another Day - 2009. Короткометражный фильм родного брата Джоша - Кристофера Гробана.

### Фильмография
- Элли Макбил Сезон 4 — 2002 — В эпизоде «The Wedding» Джош играет Malcolm Wyatt и исполняет «You’re Still You»
- Элли Макбил Сезон 5 — 2003 — В эпизоде «Nine One One» Джош играет Malcolm Wyatt и исполняет «To Where You Are»
- В одной из серий 20 сезона сериала "Симпсоны", Гробана всячески рекламировали
- Glee Сезон 1, Серии 3(2009), 22(2010). Играет самого себя
- Эта — дурацкая — любовь — 2011. Ричард
- Jump Start Live — 2011. Играет самого себя
- The Marilyn Denis Show - 2011. Играет самого себя
- The Hour — 2011. Играет самого себя
- The Graham Norton Show — 2011. Играет самого себя
- Breakfast — 2011. Играет самого себя
- Nyhetsmorgon — 2011. Играет самого себя
- The Oprah Winfrey Show — 2011. Играет самого себя
- Late Show with David Letterman — 2011. Играет самого себя
- Piers Morgan Tonight/Сегодня вечером у Пирса Моргана - 2011. Играет самого себя
- Live with Regis and Kathie Lee — 2011. Играет самого себя
- It's Always Sunny in Philadelphia — 2013. Играет самого себя в 6 эпизоде 9 сезона
- В 4 серии корейской дорамы "몬스타/Monstar/Мон Стар" звучит песня Гробана "You Raise Me Up" в исполнение одного из второстепенных персонажей.

### Фан-сайты
- http://www.thatjoshgrobanguy.com/
- https://web.archive.org/web/20101110020145/http://www.grobanphotovault.com/
- https://web.archive.org/web/20071228043859/http://grobanwire.com/
- http://www.grobanarchives.com/